# Mária gyermekével és Szent Pállal
A Mária gyermekével és Szent Pállal Tiziano egyik festménye, mely 1540 körül keletkezhetett.
A festmény hosszú éveken keresztül ismeretlen olasz mester műveként egy pécsi családnál volt, majd 2005-ben, a Nagyházi Galéria aukcióján bukkant fel. Tátrai Vilmos, a Szépművészeti Múzeum történésze gyanította, hogy Tiziano egyik, eddig ismeretlen alkotásáról lehet szó. Hamarosan több vizsgálat is igazolta a kép eredetét. Azóta a festményt Olaszországban is kiállították. A 2005-ös árverésen 140 millió forintért kelt el, ma 4 milliárd forintra becsülik az értékét. A festményt – amely művészi értékét tekintve a legjelentősebb az elmúlt több mint fél évszázadban hazánkban előkerült képek között – vidéken elsőként Pécsett, a Művészetek és Irodalom Házában mutatták be a nagyközönségnek.
A mű a XVII-XVIII. században a modenai hercegi gyűjteményhez tartozott. Több Tiziano által készített képen szerepel Madonna a gyermekkel. Harmadik szereplőként sok alkotása esetében Magdolna látható, itt azonban a harmadik személy Szent Pál, a kard és a könyv utalnak rá. Szembetűnő, hogy Szent Pál a képen katonaruhában, még Saulként szerepel. A képen látható alakokat Tiziano feltehetően valós személyekről mintázta. Madonnát és a gyermeket nagy valószínűséggel saját családjáról, Szent Pált pedig a festmény megrendelőjéről.
2015 júliusában a Magyar Nemzeti Bank 4,5 milliárd forintért az Értéktár program keretében megvásárolta a képet.
Vizsgálatok során megállapították, hogy a kép egy sűrű szövésű, ám igen vékony vászonra készült, jó minőségű, drága festékekkel. Az alsóbb rétegek tanulmányozása során kiderült, hogy számos javítás, belefestés található a képen, valamint az, hogy ahogy Tiziano más képet is, ezt is többször abbahagyta, és később újrakezdte.